# Good Weather Forecast
Good Weather Forecast (GWF) ist eine Band aus Bayern. Ihre Musik ist eine Mischung aus Dance, Rock, Pop und Elektro. Die Bandmitglieder bezeichnen ihre Musik selbst als Power Pop – Party Rock. Der englischsprachige Name der Band bedeutet übersetzt „Gute Wettervorhersage“.

## Bandgeschichte

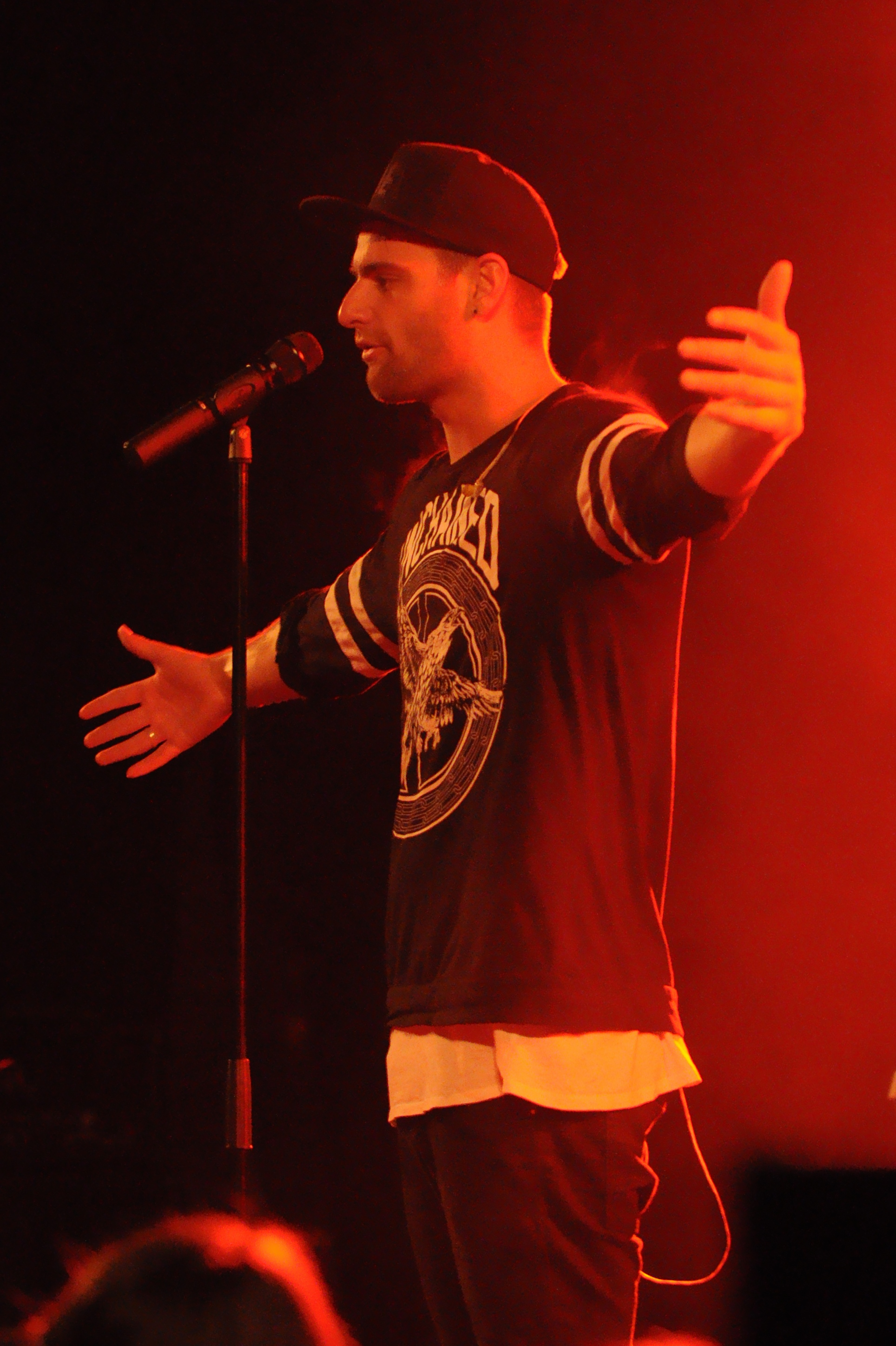
Frontmann Flo Stielper

Die Band entstand 2007 um die Brüder Florian (Flo), Johannes (Jonny) und David (Dave) Stielper, Anne Mederer (Trompete) sowie Benjamin Bläsius (Bass) unter dem Namen Forecast, unter dem sie noch bis 2008 im Süden Deutschlands auftrat. Im Januar 2008 stieg der Bassist Benjamin Bläsius aus. Zur selben Zeit traten Titos Hailom (Gitarre) und Manuel (Manu) Engelhart (Bass) der Band bei. Nach dem ersten Bandcontest ergänzten David Stamm (Posaune) und Timo Kästner (Trompete) die Gruppe.
Bereits im Februar 2008 gewannen Good Weather Forecast den Bandwettbewerb Rock Without Limits. Es folgten Auftritte auf den größten deutschen christlichen Festivals, wie auf der Mainstage des Rock Without Limits, dem Balinger Rockfestival, dem Rock the North Festival, dem JumpRock Festival, dem Freakstock, der Promikon-Musikmesse, 2011 auf dem Himmelfahrtfestival neben anderen christlichen Musikern aus der ganzen Welt und 2019 auf dem ersten Willow Creek Youngster Kongress in Erfurt. Als christliche Band waren sie auch auf den vergangenen Kirchentagen mit mehreren Auftritten vertreten. 2008 veröffentlichten sie ihre erste EP End of Rainy Days und führten sie erstmals auf dem Rock Without Limits im Oktober 2008 auf.
Ende 2010 absolvierte Good Weather Forecast eine Europatour mit der Ska-Punk-Legende The Insyderz. Die Gruppe trat europaweit auf Festivals auf, so zum Beispiel auf dem Weltjugendtag in Madrid, dem Schweizer Solid Festival bei der KEY2LIFE-Rocknacht in Österreich, auf dem Flevo Festival, dem größten christlichen Rockfestival Europas in den Niederlanden 2010 und 2011 und bei einem gemeinsamen Auftritt mit der Rockgröße Switchfoot auf dem Springtime Festival in der Schweiz.
Im Juli 2010 wurde das erste Album Love Radiator veröffentlicht, und im Juni 2011 erschien die Single Electric Summer. Electric Summer und andere Songs hielten sich lange in den oberen Chartplatzierungen des größten deutschen Webradios der christlichen Musikszene CrossChannel.de. Im März 2011 verließ David Stamm (Posaune) die Band. 2011 gewann Good Weather Forecast den David Award des Vereins Promikon für den besten Newcomer.
Am 13. Januar 2012 erschien das Worship-Album Shout For Your Glory, das zusammen mit der Rockband Sacrety aufgenommen wurde. Ende 2012 erschien das Album Dreamcity.

## Diskografie
Alben
- 2010: Love Radiator (Ruuf Records)
- 2012: Shout for Your Glory (mit Sacrety, Ruuf Records)
- 2012: Dreamcity (Ruuf Records)
- 2015: We Glow (soundso records)
- 2018: Superhumans (Starwatch Entertainment)

EPs
- 2008: End of Rainy Days (8ohmstudio)

Singles
- 2011: Electric Summer (Ruuf Records)
- 2013: 4 Points (Ruuf Records)
- 2013: Play This Forever (Ruuf Records)
- 2018: Superhumans (Starwatch Entertainment)
- 2019: Better Days (soundso Records)
- 2020: Yellow Lights (soundso Records)
- 2020: Talk About This (mit Luana Knoell) (soundso Records)
- 2020: Brave + Free (soundso Records)
- 2022: SkatePark (soundso Records)
- 2022: White Noise (mit Manafest) (soundso Records)
- 2022: The Future Looks Good (Safe and Sound)

Als Gastmusiker
- 2014: Kingdom (FreeG feat. Good Weather Forcast) (Profimedia)

## Erfolge und Auszeichnungen
- 2008: Rock Without Limits Bandcontest – 1. Platz
- 2009: Newcomer Bandcontest Roth – 1. Platz
- 2010: Energy Music Tour – Finale
- 2011: David Award Bester Newcomer